# المسيحية في كوريا الشمالية

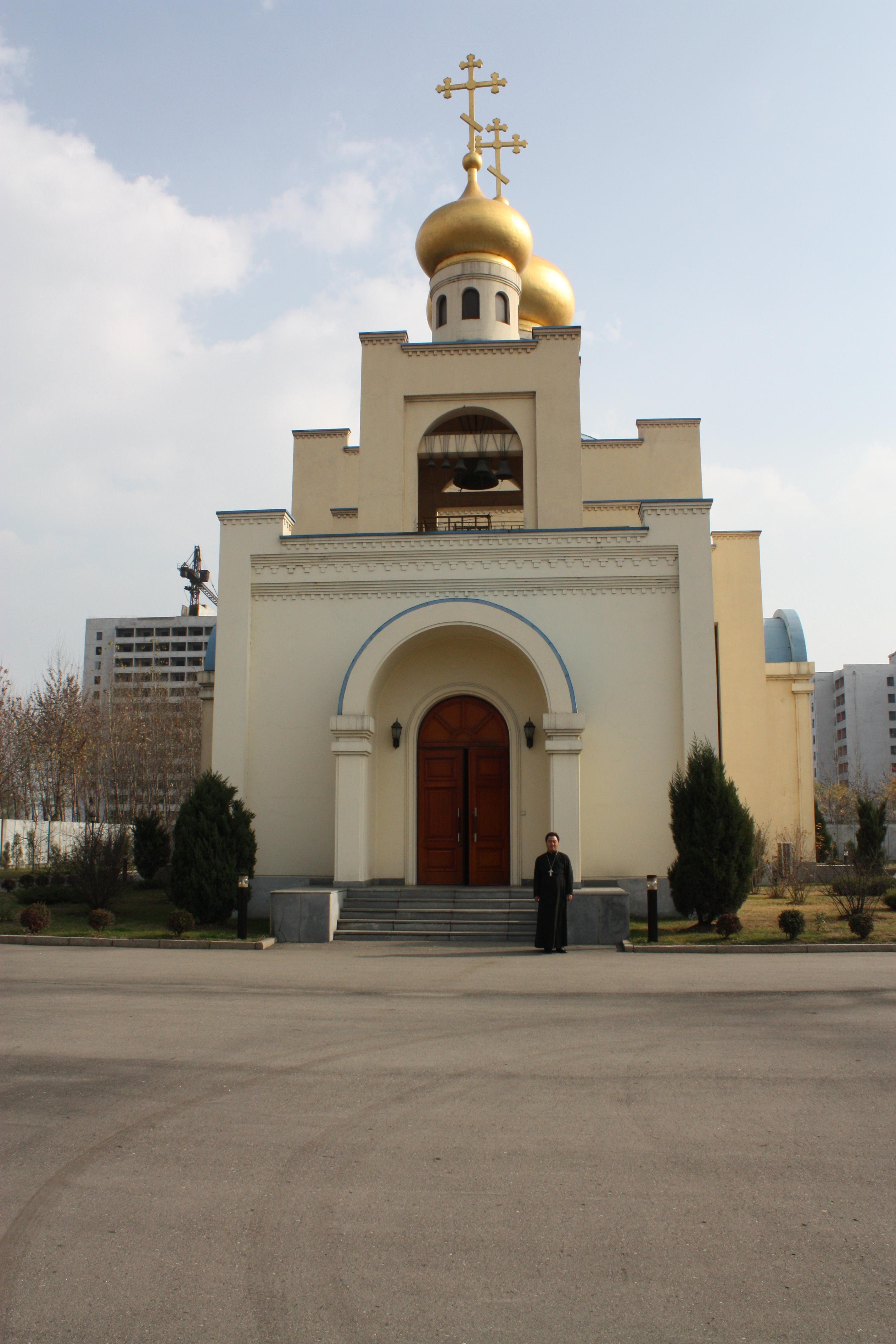
كنيسة روسية أرثوذكسية في بيونغ يانغ.

كانت الديانات الأساسية والتراثية في كوريا الشمالية هي كل من البوذية والكنفوشيوسية والشمانية الكورية. وعلى الرغم من ذلك فقد تلاشت البوذية والكنفوشيوسية في ظل الحكم الشيوعي. فمنذ وصول الأوربيين في القرن الثامن عشر، كان هناك عدد كبير من المسيحين في كوريا الشمالية، وكانت بيونغ يانغ مركز ومعقل هام للمسيحية، وكانت تُسمى باسم «قدس الشرق». ولكن عندما انقسمت كوريا هاجر أغلب مسيحيون الشمال إلى الجنوب.
وكانت بيونغيانغ تاريخيًا مركز انتشار النشاط المسيحي في كوريا حتى عام 1945. ومن أواخر الأربعينات تم قتل 166 من الكهنة والشخصيات الدينية المسيحية الأخرى أو اختفوا في معسكرات الاعتقال، بما في ذلك هونغ فرنسيس يونغ هو، وهو أسقف من بيونغ يانغ وجميع الرهبان من دير طوكون. لم ينجُ أي كاهن كاثوليكي الاضطهاد، وجميع الكنائس وقد تم تدميرها ولم تسمح الحكومة لم أبدًا لأي كاهن أجنبي في الإقامة في كوريا الشمالية. اليوم تقر الدولة بوجود أربع كنائس فقط، ويعتبرها المدافعين عن حرية الدين بأنها واجهات للأجانب فقط لا غير أي أنه لا توجد حرية دينية على أرض الواقع. الإحصاءات الحكومية الرسمية تقدر أن هناك 10,000 من البروتستانت في حين أن الرومان الكاثوليك يقدرون بحوالي 4,000 نسمة في كوريا الشمالية. في حين قدرَّت الإستخبارات الدينية أعداد المسيحيين بحوالي 406,000 نسمة أي حوالي 1.7% من مجمل السكان، منهم حوالي 280,000 من أتباع الكنائس المنزليَّة السريَّة وحوالي 27,972 من أتباع الكنيسة الرومانية الكاثوليكية.
ينص الدستور الكوري الشمالي صراحةً على السماح بحرية الدين. وفقًا للمعايير الغربية للدين، يمكن وصف غالبية السكان في كوريا الشمالية بمعتنقي الإلحاد. وعلى الرغم من ذلك، فإن التأثير الثقافي لكل من الديانات التقليدية مثل البوذية والكونفوشيوسية لا يزال تأثيرها على الحياة الروحية الكورية الشمالية. وفقًا لتصنيف نشرته منظمة الأبواب المفتوحة، وهي منظمة تدعم المسيحيين المضطهدين، تتصدر كوريا الشمالية المرتبة الأولى في الوقت الراهن في قائمة أسوأ 50 دولة تضطهد المسيحيين، وتقدّر منطمة أبواب مفتوحة أن هناك بين 50,000 - 70,000 مسيحي محتجز في سجون كوريا الشمالية وتهمته أنه مسيحي. جماعات حقوق الإنسان مثل منظمة العفو الدولية أيضًا قد أعربت عن قلقها حول الاضطهاد الديني للمسيحيين في كوريا الشمالية.

## تاريخ

### مملكة جوسون
أصبحت المسيحية ذات شعبيَّة كبيرة في كوريا الشمالية من أواخر القرن الثامن عشر إلى القرن التاسع عشر، مع وصول أول المبشرين الكاثوليك في عام 1794، بعد عقد من عودة يي سونغ هون، وهو دبلوماسي وأول كوري حصل على سر المعمودية في بكين. والذي أسسَّ حركة كاثوليكيَّة شعبيَّة في شبه الجزيرة. عاد يي إلى مملكة جوسون وفي غضون 5 سنوات استطاع أن يحوِّل قرابة أربعة آلاف كوري إلى الكاثوليكية المسيحية وذلك قبل وصول المبشرين في سنة 1789. ومع ذلك فإن كتابات المرسِل اليسوعي ماتيو ريتشي، والذي كان مقيماً في البلاط الإمبراطوري في بكين، قد تم جلبها إلى كوريا من الصين في القرن السابع عشر. وتم استقطاب علماء السلهاك، إلى العقيدة الكاثوليكية، والذي كان هذا عاملاً رئيسًا في انتشار الإيمان الكاثوليكي في عقد 1790. وأصبح اختراق الأفكار الغربية والمسيحية في كوريا يُعرف باسم«التعلم الغربي». وكانت قد وجدت دراسة تعود إلى عام 1801 أنَّ أكثر من نصف العائلات التي تحولت إلى الكاثوليكية كانت مرتبطة بمدرسة سلهاك. استمرت المسيحية الكاثوليكية بالانتشار بشكل واسع حتى واجهت العديد المجازر بين سنة 1801 وسنة 1867 وذلك بسبب رفض المسيحيين لعبادة الأسلاف ولاتهامهم بإقامة علاقات مع الدول الأجنبية الأوروبية. أشد عمليات الإعدام كانت المقامة في سنة 1866 ضد اليسوعيين والتي أعدم فيها 8000 مسيحي كوري ومات مثلهم بسبب الجوع بعد هربهم إلى الجبال. استطاع أيضاً العديد من المبشرين البروتستانت من الدخول إلى جوسون مثل روبرت جيرماين توماس.

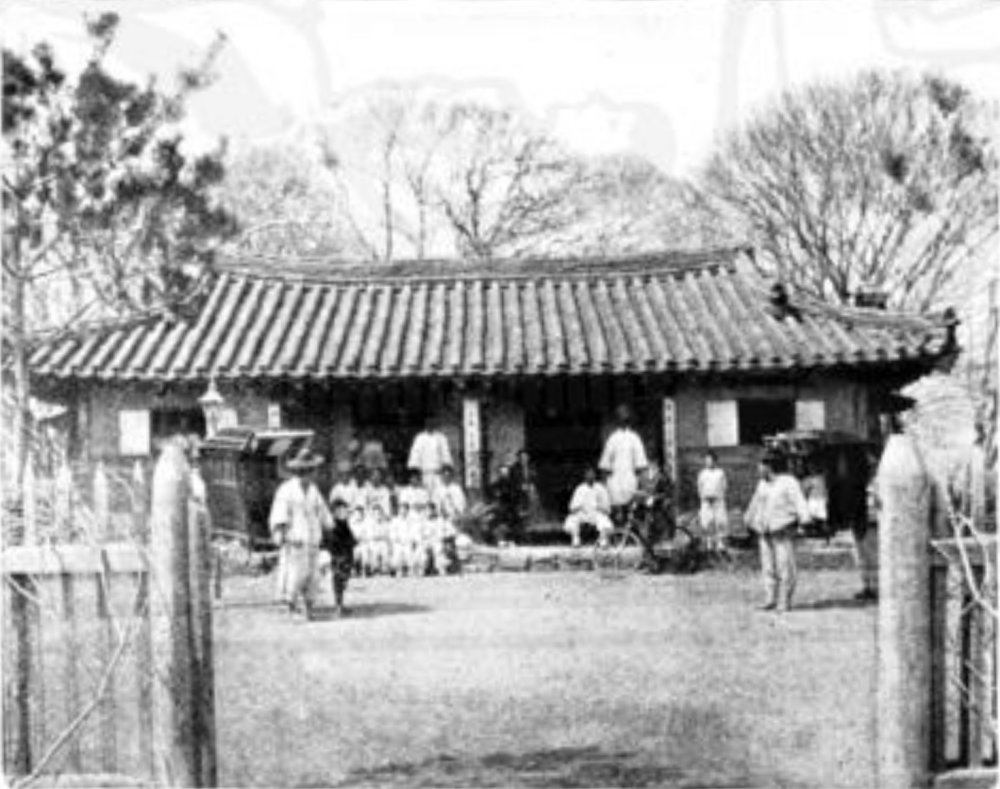
صورة لكنيسة بروتستانتية في سوراي تعود إلى عام 1895.

دخل المبشرين البروتستانتية كوريا خلال عقد 1880، إلى جانب الكهنة الكاثوليك، قاموا بتحويل عدد كبير من الكوريين هذه المرة بدعم ضمني من الحكومة الملكية. وكان المبشرين الميثوديين والمشيخيين ناجحين بشكل خاص في جذب السكان المحليين، وقاموا بإنشاء المدارس والجامعات والمستشفيات ودور الأيتام ولعبوا دوراً هاماً في تحديث البلاد. في هذه البيئة، بدأت المسيحية في الحصول على موطئ قدم بسرعة منذ أواخر القرن الثامن عشر، وذلك بسبب النشاط التبشيري المكثف والذي ساعده في ذلك تأييد الأحزاب الفكرية سيلاخ وسلهاك، ثم في نهاية القرن التالي من قبل ملك كوريا نفسه والنخبة المثقفة لمملكة جوسون المنهارة، والذين كانوا يبحثون عن عامل اجتماعي جديد لتنشيط الأمة الكورية.
في أواخر القرن التاسع عشر، كانت مملكة جوسون تنهار سياسياً وثقافياً، وكان المثقفون يبحثون عن حلول لتنشيط الأمة وتحويلها. في هذه الفترة الحرجة اتصلت النخبة المثقفة بالمبشرين البروتستانت الغربيين والذين قدموا حلاً لمحنة الكوريين. قبل هذه الفترة كانت توجد بالفعل مجتمعات مسيحيَّة في مملكة جوسون، إلا أنه بحلول عقد 1880 سمحت الحكومة لعدد كبير من المبشرين الغربيين بدخول البلاد. وقام البروتستانت بإنشاء المبشرون البروتستانت قاموا بإنشاء المدارس والجامعات والمستشفيات ووكالات النشر. كما قام ملك كوريا وأسرته بدعم المسيحية ضمنيًا. في فجر القرن العشرين، كان معظم سكان كوريا يؤمنون بالشامانية الكوريَّة ويمارسون شعائر الكونفوشيوسية وعبادة الأسلاف. وكانت البوذية الكورية ميتة تقريبًا، حيث تقلصت إلى أقلية صغيرة وضعيفة من الرهبان، على الرغم من تاريخها الطويل وتأثيرها الثقافي، بسبب 500 سنة من القمع من قبل مملكة جوسون الكونفوشيوسية الحاكمة، والتي تجاهلت أيضًا العبادة التقليدية؛ حيث رفضت الحكومة في عهد مملكة جوسون الإيمان بالشامانية وشكك النبلاء الكونفشيوسيون في قدرة الشامان ونتيجة لذلك خفضت رتبتهم في المجتمع وفرضت عليهم المزيد من الضرائب.

### العصور الحديثة

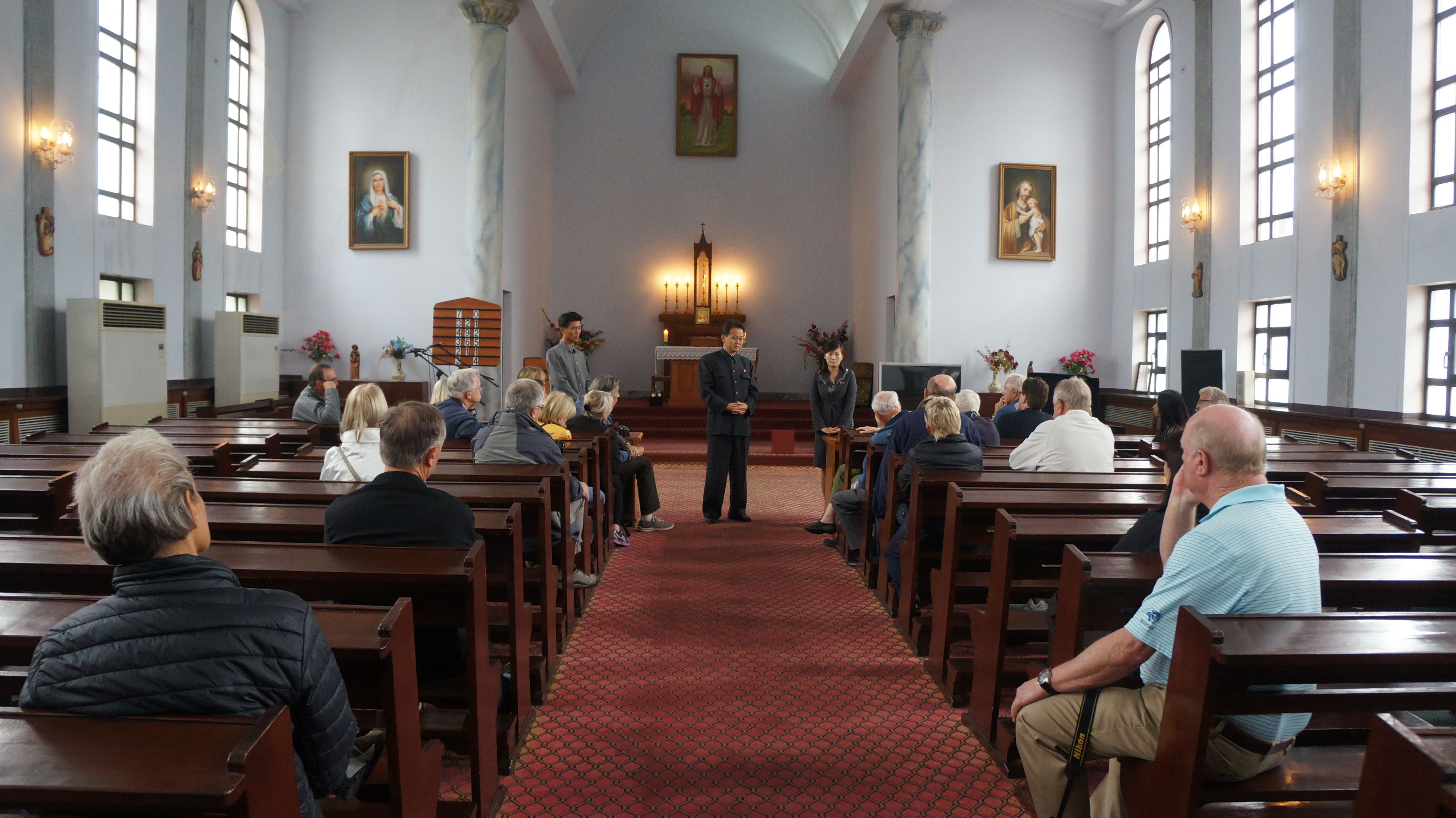
داخل كاتدرائية تشانج تشونج الكاثوليكيَّة في بيونغيانغ.

خلال فترة الإحتلال الإستعماري الياباني، انضم المسيحيين للنضال من أجل الاستقلال. وشملت العوامل التي ساهمت في نمو البروتستانتية الحالة المتدهورة للبوذية الكورية، ودعم النخبة المثقفة للمسيحيَّة، وتشجيع الدعم الذاتي والحكم الذاتي بين أعضاء الكنيسة الكورية، وأخيراً ربط المسيحية مع القومية الكورية. خلال فترة إحتلال الإمبراطورية اليابانية لكوريا (1910-1945)، تعززت الصلة المسيحية القائمة بالفعل مع القوميَّة الكوريَّة، حيث حاول اليابانيون فرض الشنتو على الدولة الكوريَّة ورفض المسيحيون المشاركة في طقوس الشنتو. وفي الوقت نفسه، ازدهرت الحركات الدينية العديدة التي كانت تحاول منذ القرن التاسع عشر إصلاح الدين الكوري الأصلي، ولا سيَّما الكوندونية. وأصبحت المسيحية واسعة الانتشار خاصةً في شمال شبه الجزيرة، كما فعلت الكوندونية والتي كانت تهدف إلى مواجهة النفوذ المسيحي.
عاش عدد كبير من المسيحيين في النصف الشمالي من شبه الجزيرة والذي كان جزءًا مما يسمى بـ «إحياء المانوشوريين»، حيث لم يكن النفوذ الكونفوشيوسي قويًا كما كان في الجنوب. قبل عام 1948 كانت بيونغيانغ مركزًا مسيحيًا هامًا؛ حيث كان سدس سكانها البالغ عددهم حوالي 300,000 نسمة من المسيحيين ومن المتحولين إلى المسيحية. وكانت المدينة مركزًا لإحياء بيونغ يانغ عام 1907 والذي عُرف باسم «أورشليم الشرقية». قبل الحرب الكورية كان السكان المسيحيين في شبه الجزيرة الكورية أكثر تركيزاً في الشمال. خلال الحرب فرَّ العديد من هؤلاء المسيحيين إلى الجنوب. ويعود ذلك كون المجتمع المسيحي كان في الغالب من طبقة اجتماعية اقتصادية أعلى من بقيَّة السكان، الأمر الذي قد يكون سبب رحيلهم خوفًا من الاضطهاد. وساعد التدمير واسع النطاق الذي سببته الغارات الجويَّة الهائلة والمعاناة التي عانى منها الكوريين الشماليين خلال الحرب الكورية بين عام 1950 وعام 1953 على تشجيع الكراهية المسيحية باعتبارها ديانة الأمريكيين.

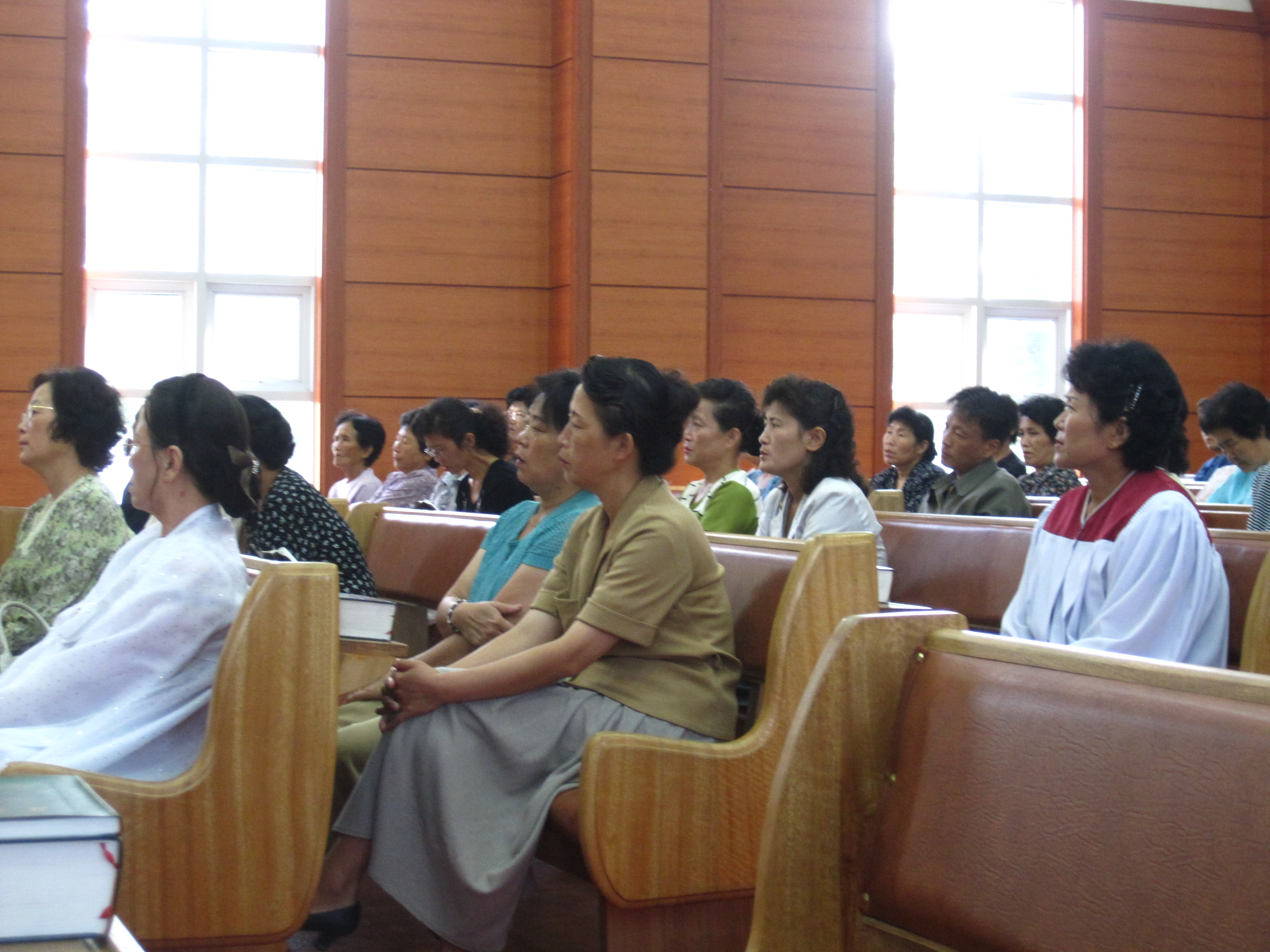
نساء يصلون في الكنيسة البروتستانتية بونغسو في بيونغيانغ.

في عام 1945، ومع تأسيس النظام الشيوعي في كوريا الشماليَّة، فرَّ معظم المسيحيين إلى كوريا الجنوبية هربًا من الاضطهاد، وقامت حكومة كوريا الشمالية إلى بتشجيع كراهية المسيحية بسبب ارتباطها بالولايات المتحدة. في عقد 1980، أنتجت كوريا الشمالية ترجمتها الخاصة للكتاب المقدس، والتي تم استخدامها منذ ذلك الحين من قبل المبشرين الجنوبيين الذين كانوا يحاولون تنصير الشمال. يُذكر أن كم إل سونغ السكرتير الأول للحزب الشيوعي الكوري السابق، ورئيس جمهورية كوريا الشمالية الديمقراطية السابق، كان من خلفية مسيحية مشيخية. ونُقل عنه أنّ جده لأمه كان رجل دين بروتستانتي وأنَّ والده التحق بمدرسة تبشيرية قبل ان يصبح قساً في الكنيسة المشيخية. وتقوم وزارة أمن الدولة باعتقال وسجن المتهمين بارتكاب جرائم سياسية دون محاكمة وفق الأصول القضائية، زيتم ترحيل الأشخاص الذين يُنظر إليهم على أنهم معادون للحكومة، مثل المسيحيين أو منتقدي القيادة، إلى معسكرات العمل دون محاكمة، غالبًا مع أسرهم بأكملها وغالبًا دون أي فرصة لإطلاق سراحهم. بحلول أواخر عقد 1980 أصبح واضحاً أن المسيحيين كانوا ناشطين في النخبة الحكومية؛ وفي تلك السنوات تم افتتاح ثلاث كنائس جديدة، اثنتان تابعة للكنيسة البروتستانتيَّة وواحدة كاثوليكيَّة في بيونغ يانغ. ومن العلامات الأخرى على تغيير موقف النظام تجاه المسيحية، عقد «الندوة الدولية للمسيحيين في الشمال والجنوب من أجل السلام وإعادة توحيد كوريا» في سويسرا عام 1988، مما سمح للممثلين البابويين بحضور افتتاح كاتدرائية تشانج تشونج في بيونغ يانغ في ذلك الوقت. في نفس العام تم إرسال اثنين من الكهنة المبتدئين من كوريا الشمالية للدراسة في روما، وقامت مدرسة دينية بروتستانتية في بيونغ يانغ بتعليم قادة المستقبل في حكومة كوريا الشمالية. وتأسست جمعية جديدة تابعة إلى الكنيسة الرومانية الكاثوليكية في يونيو من عام 1988.

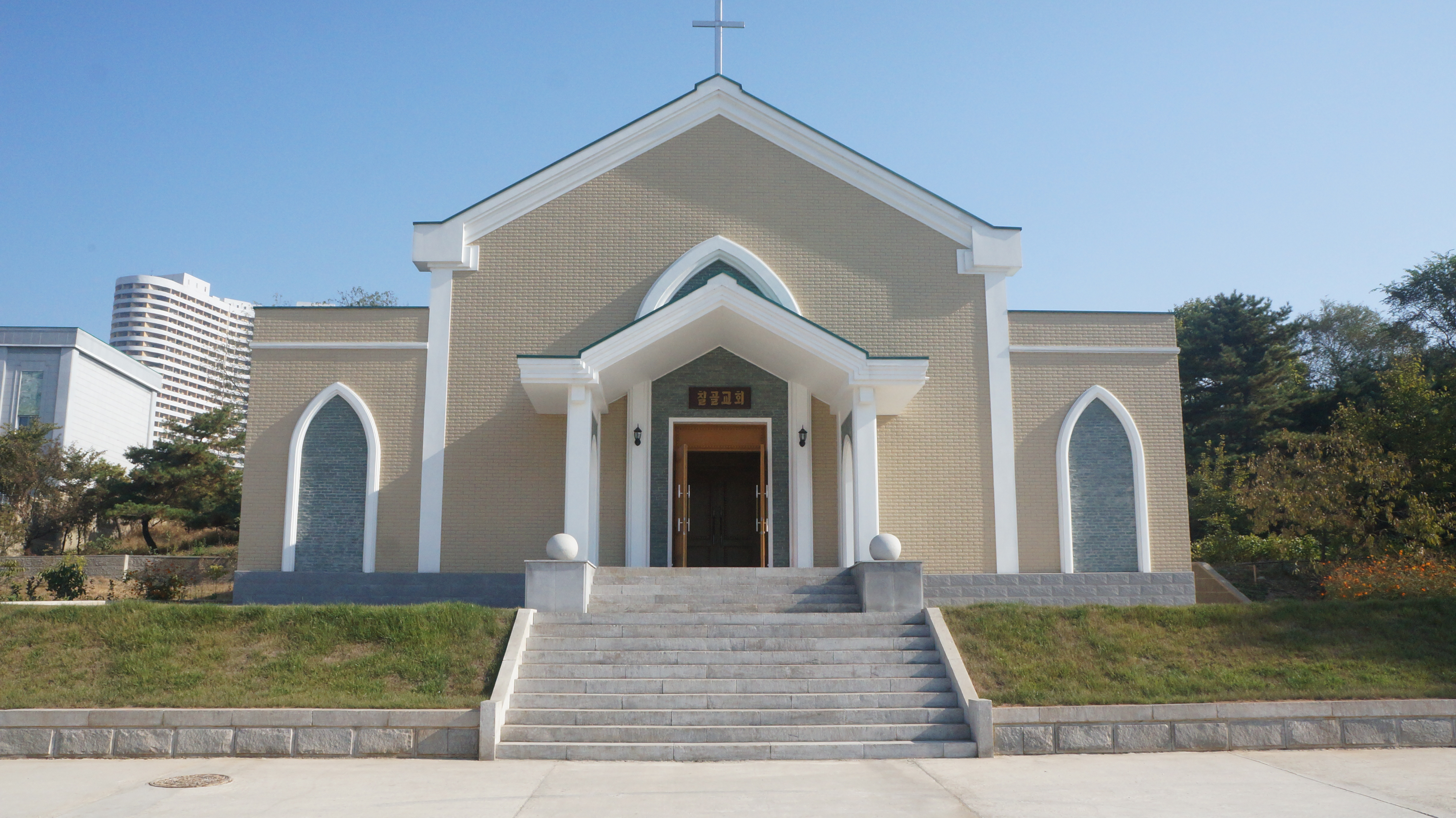
كنيسة شيلجول البروتستانتيَّة في بيونغيانغ.

قال قس بروتستانتي كوري شمالي في اجتماع عام 1989 أمام المجلس الوطني للكنائس في واشنطن أن بلاده لديها 10,000 بروتستانتي وحوالي 1,000 كاثوليكي يتعبدون في 500 كنيسة منزلية. في عام 1992 وعام 1994، زار المبشر الأمريكي بيلي غراهام كوريا الشمالية والتقى بكم إل سونغ، وقدم له نسخة من الكتاب المقدس، وعظ في جامعة كم إل سونغ. في عام 2008، زار ابنه فرانكلين جراهام البلاد. في عام 1991، حاولت كوريا الشمالية دعوة البابا يوحنا بولس الثاني لزيارة البلاد في محاولة للهروب من العزلة الدولية، ولكن في النهاية لم تتم الفكرة.
يتم تمثيل المسيحيين الكوريين الشماليين رسمياً من قبل الاتحاد المسيحي الكوري، وهي هيئة تسيطر عليها الدولة وهي الهيئة المسؤولة عن الاتصالات مع الكنائس والحكومات في الخارج. ويوجد في العاصمة بيونغيانغ خمسة كنائس وهي كاتدرائية تشانغتشونغ الكاثوليكية، وثلاث كنائس بروتستانتية افتتحت في عام 1988 بحضور مسؤولين كنسيين من كوريا الجنوبية، وكنيسة روسيَّة أرثوذكسية تم تكريسها في عام 2006. وتعمل جامعة بيونغيانغ للعلوم والتقنية المدعومة دوليًا، والتي افتتحت في عام 2010، مع روح مسيحية حيث تمول منظمات مسيحية إنجيلية جزءًا كبيرًا من هذه المبادرة. يسمح لجماعات المساعدة المسيحية، بما في ذلك لجنة أمريكا لخدمات الأصدقاء ومؤسسة يوجين بيل وورلد فيجن، على العمل في البلاد، ولكن لا يُسمح لها بالتبشير. في عام 2016 تم الاحتفال بعيد الميلاد في كوريا الشمالية لأول مرة منذ عقود، ولكن من دون المظاهر الدينيَّة. وفقاً لـمنظمة الأبواب المفتوحة فإن كوريا الشمالية تتصدر المرتبة الأولى في الوقت الراهن في قائمة أسوأ دول تضطهد المسيحيين.

## ديموغرافيا
وفقًا هيومن رايتس ووتش، فإن الأنشطة الدينية الحرة لم تعد موجودة في كوريا الشمالية، كما أنَّ الحكومة ترعى الجماعات الدينية فقط من أجل خلق وهم الحرية الدينية. ووفقا للاستخبارات الدينية الحالة الدينية في كوريا الشمالية هو ما يلي:
| الديانة           | 2005       | 2005 | 2005                                     |
| الديانة           | تعداد      | %    | ملاحظة                                   |
| ----------------- | ---------- | ---- | ---------------------------------------- |
| اللادينية         | 15,460,000 | 64.3 | الغالبية العظمى هم من أتباع فلسفة زوتشيه |
| الشامانية الكورية | 3,846,000  | 16.0 |                                          |
| الكوندونية        | 3,245,000  | 13.5 |                                          |
| البوذيَّة           | 1,082,888  | 4.5  |                                          |
| المسيحية          | 406,000    | 1.7  |                                          |